# Tysklands förenade lag i olympiska spelen
Tysklands förenade lag, tyska Gesamtdeutsche Mannschaft, var det gemensamma tyska lag som deltog i de olympiska spelen för Västtyskland och Östtyskland 1956, 1960 och 1964. IOK använde landskoden GER och senare EUA (Equipe Unifiée Allemande) för Tysklands förenade lag. Vid vinterspelen 1964 användes "D" för "Deutschland".
En speciell OS-flagga togs fram där den tyska flaggan hade de olympiska ringarna i vitt i mitten. Vid segerceremonier spelades istället för respektive nationalsång An die Freude. 1968 började Västtyskland och Östtyskland att delta med separata lag fram till OS 1988.
I andra internationella tävlingar, som världsmästerskap, Europamästerskap och landskamper, tävlade Västtyskland och Östtyskland med var sitt lag hela tiden, till exempel startades västtyska fotbollslandslaget 1950. och östtyska 1952.

## Medaljer
| Guld | Silver | Brons | Totalt antal medaljer |
| ---- | ------ | ----- | --------------------- |
| 36   | 60     | 41    | 137                   |

### Medaljer efter sommarsporter
| Sport      | Guld | Silver | Brons | Totalt |
| Ridsport   | 5    | 5      | 4     | 14     |
| Friidrott  | 4    | 18     | 8     | 30     |
| Kanotsport | 4    | 5      | 2     | 11     |
| Rodd       | 4    | 4      | 1     | 9      |
| Simhopp    | 3    | 1      | 0     | 4      |
| Simning    | 1    | 5      | 6     | 12     |
| Brottning  | 1    | 5      | 3     | 9      |
| Cykling    | 1    | 4      | 2     | 7      |
| Boxning    | 1    | 3      | 2     | 6      |
| Fäktning   | 1    | 1      | 2     | 4      |
| Gymnastik  | 1    | 1      | 1     | 3      |
| Segling    | 1    | 1      | 1     | 3      |
| Skytte     | 1    | 0      | 1     | 2      |
| Judo       | 0    | 1      | 1     | 2      |
| Landhockey | 0    | 0      | 1     | 1      |
| Fotboll    | 0    | 0      | 1     | 1      |
| Total      | 28   | 54     | 36    | 118    |

### Medaljer efter vintersporter
| Sport                         | Guld | Silver | Brons | Totalt |
| Rodel                         | 2    | 2      | 1     | 5      |
| Alpin skidåkning              | 2    | 1      | 2     | 5      |
| Konståkning                   | 1    | 2      | 0     | 3      |
| Hastighetsåkning på skridskor | 1    | 1      | 0     | 2      |
| Nordisk kombination           | 1    | 0      | 1     | 2      |
| Backhoppning                  | 1    | 0      | 1     | 2      |
| Total                         | 8    | 6      | 5     | 19     |